# Оборля
Оборля — река в России, протекает в Андреапольском районе Тверской области и Холмском районе Новгородской области. Устье реки находится в 48 км по правому берегу реки Большой Тудер у деревни Устье. Длина реки составляет 38 км, площадь водосборного бассейна 163 км².
Система водного объекта: Большой Тудер → Кунья → Ловать → Волхов → Нева → Балтийское море.

## Притоки (км от устья)
- Примерно в 2,5 км от устья справа впадает ручей Лебединец[2]
- В 6 км от устья справа впадает ручей Тростянка[2]
- В 14 км от устья, по правому берегу реки впадает река Странская[3]
- В месте пересечения реки границы областей справа впадает Гаврицкий[2]

## Населённые пункты
У истока в Тверской области река протекает по территории Аксёновского сельского поселения Андреапольского района. На берегу реки стоит нежилая деревня Ваулино, ниже Потаракино и Усадьба.
В Новгородской области река протекает по территории Тогодского сельского поселения. По берегам стоят деревни Крушинское, Хотино, Рогозино, урочище Новосёлок, деревни Удобы, Корпово и Устье.

## Данные водного реестра
По данным государственного водного реестра России относится к Балтийскому бассейновому округу, водохозяйственный участок реки — Ловать и Пола, речной подбассейн реки — Волхов. Относится к речному бассейну реки Нева (включая бассейны рек Онежского и Ладожского озера).
Код объекта в государственном водном реестре — 01040200312102000023582.